# Grand Prix Francji 1963
Grand Prix Francji 1963 (oryg. Grand Prix de l’ACF) – 4. runda Mistrzostw Świata Formuły 1 w sezonie 1963, która odbyła się 30 czerwca 1963, po raz 10. na torze Reims-Gueux.
49. Grand Prix Francji, 13. zaliczane do Mistrzostw Świata Formuły 1.

## Wyniki

### Kwalifikacje
Źródło: statsf1.com
| P  | Nr | Kierowca            | Konstruktor(-silnik) | Opony | Czas   | Odstęp | Strata |
| -- | -- | ------------------- | -------------------- | ----- | ------ | ------ | ------ |
| 1  | 18 | Jim Clark           | Lotus-Climax         | D     | 2:20,2 | –      | –      |
| 2  | 2  | Graham Hill         | BRM                  | D     | 2:20,9 | +0,7   | +0,7   |
| 3  | 8  | Dan Gurney          | Brabham-Climax       | D     | 2:21,7 | +0,8   | +1,5   |
| 4  | 16 | John Surtees        | Ferrari              | D     | 2:21,8 | +0,1   | +1,6   |
| 5  | 6  | Jack Brabham        | Brabham-Climax       | D     | 2:21,9 | +0,1   | +1,7   |
| 6  | 10 | Bruce McLaren       | Cooper-Climax        | D     | 2:22,5 | +0,6   | +2,3   |
| 7  | 20 | Trevor Taylor       | Lotus-Climax         | D     | 2:23,7 | +1,2   | +3,5   |
| 8  | 12 | Tony Maggs          | Cooper-Climax        | D     | 2:24,4 | +0,7   | +4,2   |
| 9  | 32 | Innes Ireland       | BRP-BRM              | D     | 2:25,1 | +0,7   | +4,9   |
| 10 | 36 | Jo Siffert          | Lotus-BRM            | D     | 2:25,2 | +0,1   | +5,0   |
| 11 | 44 | Jo Bonnier          | Cooper-Climax        | D     | 2:25,7 | +0,5   | +5,5   |
| 12 | 4  | Richie Ginther      | BRM                  | D     | 2:25,9 | +0,2   | +5,7   |
| 13 | 14 | Ludovico Scarfiotti | Ferrari              | D     | 2:27,0 | +1,1   | +6,8   |
| 14 | 42 | Phil Hill           | Lotus-BRM            | D     | 2:27,7 | +0,7   | +7,5   |
| 15 | 28 | Maurice Trintignant | Lotus-Climax         | D     | 2:28,3 | +0,6   | +8,1   |
| 16 | 22 | Peter Arundell      | Lotus-Climax         | D     | 2:28,5 | +0,2   | +8,3   |
| 17 | 30 | Chris Amon          | Lola-Climax          | D     | 2:30,5 | +2,0   | +10,3  |
| 18 | 34 | Jim Hall            | Lotus-BRM            | D     | 2:30,9 | +0,4   | +10,7  |
| 19 | 48 | Masten Gregory      | Lotus-BRM            | D     | 2:33,2 | +2,3   | +13,0  |
| 20 | 38 | Tony Settember      | Scirocco-BRM         | D     | 2:36,7 | +3,5   | +16,5  |
| 21 | 46 | Lorenzo Bandini     | BRM                  | D     | 2:37,8 | +1,1   | +17,6  |
| P  | Nr | Kierowca            | Konstruktor(-silnik) | Opony | Czas   | Odstęp | Strata |

### Wyścig
Źródła: statsf1.com
| P                                                     | + / –     | Nr | Kierowca            | Konstruktor    | Opony | Okr. | Czas / Strata | Komentarz                   |
| ----------------------------------------------------- | --------- | -- | ------------------- | -------------- | ----- | ---- | ------------- | --------------------------- |
| 1                                                     | Bez zmian | 18 | Jim Clark           | Lotus-Climax   | D     | 53   | 2:10:54,3     |                             |
| 2                                                     | 6         | 12 | Tony Maggs          | Cooper-Climax  | D     | 53   | +1:04,9       |                             |
| 3                                                     | 1         | 2  | Graham Hill         | BRM            | D     | 53   | +1:13,9       |                             |
| 4                                                     | 1         | 6  | Jack Brabham        | Brabham-Climax | D     | 53   | +2:15,2       |                             |
| 5                                                     | 2         | 8  | Dan Gurney          | Brabham-Climax | D     | 53   | +2:33,4       |                             |
| 6                                                     | 4         | 36 | Jo Siffert          | Lotus-BRM      | D     | 52   | +1 okr.       |                             |
| 7                                                     | 10        | 30 | Chris Amon          | Lola-Climax    | D     | 51   | +2 okr.       |                             |
| 8                                                     | 7         | 28 | Maurice Trintignant | Lotus-Climax   | D     | 50   | +3 okr.       |                             |
| 9                                                     | Bez zmian | 32 | Innes Ireland       | BRP-BRM        | D     | 49   | +4 okr.       |                             |
| 10                                                    | 11        | 46 | Lorenzo Bandini     | BRM            | D     | 45   | +8 okr.       |                             |
| 11                                                    | 7         | 34 | Jim Hall            | Lotus-BRM      | D     | 45   | +8 okr.       |                             |
| 12                                                    | 6         | 10 | Bruce McLaren       | Cooper-Climax  | D     | 42   | +11 okr.      | zapłon                      |
| 13                                                    | 6         | 20 | Trevor Taylor       | Lotus-Climax   | D     | 41   | +12 okr.      | przekładnia                 |
| Niesklasyfikowani                                     |           |    |                     |                |       |      |               |                             |
|                                                       |           | 42 | Phil Hill           | Lotus-BRM      | D     | 34   | +19 okr.      | pompa paliwowa              |
|                                                       |           | 44 | Jo Bonnier          | Cooper-Climax  | D     | 32   | +21 okr.      | skrzynia biegów             |
|                                                       |           | 48 | Masten Gregory      | Lotus-BRM      | D     | 30   | +23 okr.      | skrzynia biegów             |
|                                                       |           | 16 | John Surtees        | Ferrari        | D     | 12   | +41 okr.      | pompa paliwowa              |
|                                                       |           | 38 | Tony Settember      | Scirocco-BRM   | D     | 5    | +48 okr.      | przekładnia                 |
|                                                       |           | 4  | Richie Ginther      | BRM            | D     | 4    | +49 okr.      | radiator                    |
| Nie wystartowali / niedopuszczeni do ponownego startu |           |    |                     |                |       |      |               |                             |
|                                                       |           | 14 | Ludovico Scarfiotti | Ferrari        | D     | 0    |               | wypadek podczas treningu    |
|                                                       |           | 22 | Peter Arundell      | Lotus-Climax   | D     | 0    |               | wystartował w innym wyścigu |
|                                                       |           | 26 | Giancarlo Baghetti  | ATS            | D     | 0    |               | brak sprawnego samochodu    |
|                                                       |           | 40 | Ian Burgess         | Scirocco-BRM   | D     | 0    |               | brak sprawnego samochodu    |
|                                                       |           | 50 | Nasif Estéfano      | De Tomaso      | D     | 0    |               | brak sprawnego samochodu    |
| P                                                     | + / –     | Nr | Kierowca            | Konstruktor    | Opony | Okr. | Czas / Strata | Komentarz                   |

### Najszybsze okrążenie
Źródło: statsf1.com
| Nr | Kierowca  | Konstruktor  | Czas   | Okr. |
| -- | --------- | ------------ | ------ | ---- |
| 18 | Jim Clark | Lotus-Climax | 2:21,6 | 12   |

### Prowadzenie w wyścigu
Źródło: statsf1.com
| Nr                              | Kierowca  | Konstruktor  | Okrążenia | Suma |
| ------------------------------- | --------- | ------------ | --------- | ---- |
| 18                              | Jim Clark | Lotus-Climax | 1-53      | 53   |
| \| Wykres \| \| ------ \| \| \| |           |              |           |      |
| Wykres                          |           |              |           |      |
|                                 |           |              |           |      |

## Klasyfikacja po wyścigu
Pierwsza szóstka otrzymywała punkty według klucza 9-6-4-3-2-1. Liczone było tylko 6 najlepszych wyścigów danego kierowcy.
Uwzględniono tylko kierowców, którzy zdobyli jakiekolwiek punkty
| P  | +/− | Kierowca                | Starty | Punkty | P1 | P2 | P3 | PP | NO | NS |
| -- | --- | ----------------------- | ------ | ------ | -- | -- | -- | -- | -- | -- |
| 1  | 0   | Jim Clark               | 4      | 27     | 3  | –  | –  | 3  | 3  | –  |
| 2  | +1  | Dan Gurney              | 4      | 12     | –  | 1  | 1  | –  | –  | 1  |
| 3  | −1  | Richie Ginther          | 4      | 11     | –  | 1  | –  | –  | –  | 1  |
| 4  | −1  | Bruce McLaren           | 4      | 10     | –  | 1  | 1  | –  | –  | 1  |
| 5  | 0   | Graham Hill             | 4      | 9      | 1  | –  | 1  | 1  | –  | 2  |
| 6  | +3  | Tony Maggs              | 4      | 8      | –  | 1  | –  | –  | –  | 1  |
| 7  | −1  | John Surtees            | 4      | 7      | –  | –  | 1  | –  | 1  | 2  |
| 8  | N   | Jack Brabham            | 4      | 3      | –  | –  | –  | –  | –  | 2  |
| 8  | −1  | Innes Ireland           | 4      | 3      | –  | –  | –  | –  | –  | 2  |
| 10 | −2  | Jo Bonnier              | 4      | 2      | –  | –  | –  | –  | –  | 1  |
| 11 | N   | Jo Siffert              | 4      | 1      | –  | –  | –  | –  | –  | 2  |
| 12 | −2  | Carel Godin de Beaufort | 2      | 1      | –  | –  | –  | –  | –  | –  |
| 13 | −2  | Trevor Taylor           | 4      | 1      | –  | –  | –  | –  | –  | 1  |
| 14 | −2  | Ludovico Scarfiotti     | 1      | 1      | –  | –  | –  | –  | –  | –  |
| P  | +/− | Kierowca                | Starty | Punkty | P1 | P2 | P3 | PP | NO | NS |

### Konstruktorzy
Tylko jeden, najwyżej uplasowany kierowca danego konstruktora, zdobywał dla niego punkty. Również do klasyfikacji zaliczano 6 najlepszych wyników.
| P                 | +/− | Konstruktor    | Starty | Punkty | P1 | P2 | P3 | PP | NO | NS |
| ----------------- | --- | -------------- | ------ | ------ | -- | -- | -- | -- | -- | -- |
| 1                 | 0   | Lotus-Climax   | 10     | 28     | 3  | –  | –  | 3  | 3  | 1  |
| 2                 | +1  | Cooper-Climax  | 12     | 16     | –  | 2  | 1  | –  | –  | 3  |
| 3                 | −1  | BRM            | 9      | 14     | 1  | 1  | 1  | 1  | –  | 3  |
| 4                 | 0   | Brabham-Climax | 7      | 13     | –  | 1  | 1  | –  | –  | 3  |
| 5                 | 0   | Ferrari        | 7      | 7      | –  | –  | 1  | –  | 1  | 4  |
| 6                 | 0   | BRP-BRM        | 3      | 3      | –  | –  | –  | –  | –  | 1  |
| 7                 | N   | Lotus-BRM      | 11     | 1      | –  | –  | –  | –  | –  | 7  |
| 8                 | −1  | Porsche        | 3      | 1      | –  | –  | –  | –  | –  | 1  |
| Niesklasyfikowani |     |                |        |        |    |    |    |    |    |    |
|                   |     | Lola-Climax    | 5      | 0      | –  | –  | –  | –  | –  | 4  |
|                   |     | Scirocco-BRM   | 2      | 0      | –  | –  | –  | –  | –  | 1  |
|                   |     | ATS            | 4      | 0      | –  | –  | –  | –  | –  | 4  |
| P                 | +/− | Kierowca       | Starty | Punkty | P1 | P2 | P3 | PP | NO | NS |